# Odontodiplosis trinodata
Odontodiplosis trinodata är en tvåvingeart som först beskrevs av Rao 1957.  Odontodiplosis trinodata ingår i släktet Odontodiplosis och familjen gallmyggor. Inga underarter finns listade i Catalogue of Life.